# Wilfried Sauerland
Wilfried Sauerland (født 29. februar 1940 i Wuppertal) er en tysk boksepromotor og -manager. 
I 2010 blev Sauerland optaget i International Boxing Hall of Fame. Han er fader til boksepromoteren Kalle Sauerland, der arbejder sammen med faderen.

## Karriere
Bokselejre i forbindelse med Sauerland, har haft adskillige beliggenheder:
Frankfurt (Oder) med Manfred Wolke og Rudi Fink (2003), Köln med Ulli Wegner (1996–2004), og i Berlin med Ulli Wegner, siden 2004.

## Boksere
Boksere han har været/er manager for.
- Lotti Mwale
- Chisanda Mutti
- John Mundunga
- John Mugabi
- Manfred Jassmann
- Rene Weller
- Axel Schulz
- Sven Ottke
- Torsten May
- Ruediger May
- Henry Maske
- Mikkel Kessler
- Arthur Abraham
- Henry Akinwande
- Markus Beyer
- René Dettweiler
- Danilo Haussler
- Timo Hoffmann
- Marco Huck
- Alejandro Berrio
- Alexander Povetkin
- Sebastian Sylvester
- Oktay Urkal
- Nikolai Valuev
- Kubrat Pulev
- Cecilia Brækhus
- Patrick Nielsen
- Robert Helenius
- Thomas Povlsen
- Kasper Bruun